# Kalendebroeders
Kalendebroeder was de benaming voor leden van de zowel in Noord-Duitsland als in Nederland vooral gedurende de late middeleeuwen voorkomende genootschappen of broederschappen van geestelijken en leken waarvan de bijeenkomsten als voornaamste doel hadden te bidden voor het zieleheil van gestorven leden of hun naasten. 
Andere bezigheden waren het vieren van de mis en armoedebestrijding. Aan het hoofd van een genootschap van kalendebroeders stond vaak een geestelijke, wat, samen met de goedkeuring of zelfs begunstiging die soms verleend werd door lokale bisschoppen, duidelijk de erkenning door de kerkelijke hiërarchie aangeeft. Dit is opvallend omdat de leden van genootschappen niet alleen uit diverse rangen en standen afkomstig konden zijn, maar zelfs van beide geslachten, terwijl de vroegst bekende genootschappen dateren uit de tijd dat de Kerk repressie tegen de begijnen propageerde. 

## Herkomst van de naam
De term „kalendebroeders” is waarschijnlijk afkomstig van het feit dat de leden (oorspronkelijk) op de eerste dag van de maand (Lat. calendae) bijeenkwamen. De regel om ter afsluiting van de bijeenkomst een gezamenlijke maaltijd te nuttigen, ontaardde mettertijd in eet- en drinkgelagen, waarvan de uitdrukkingen „drinkebroer” en „drinken als een kalenderbroeder” afkomstig zijn. In de loop der tijden zijn er diverse spellingswijzen en andere termen geweest om de genootschappen der kalendebroeders aan te duiden: calende, calande, calander, kalanderbroeders, kalendenbroeders, kalenderbroeders, calandbroeders, kalant(s)bruder, kaland broederschap, kalendae broeder, kalangebroeders, kalende broeder, broeders van den Heiligen Geest, zielbroeders, zielbroederen, fratres kalendarii. Land dat in bezit was bij een genootschap van kalendebroeders, werd wel kaland genoemd. 

## Financiën
Tijdens de Reformatie werden in Nederland veel genootschappen van kalendebroeders opgeheven, waarbij opgebouwd gemeenschappelijk bezit doorgaans opging in fondsen voor predikanten, met de gedachte dat dit doel binnen de protestantse gemeenschap het dichtst stond bij de bedoeling die de schenkers van de gelden er in het verleden mee gehad hadden. De vermogens konden aanzienlijke bedragen zijn, opgebouwd uit deelnamegelden, schenkingen, legaten en opbrengsten uit beleggingen. De boekhouding en statutaire documentatie werden doorgaans bewaard bij leden thuis of in een kerkelijke administratie, wat vaak niet bevorderlijk was voor het onderhoud en de staat van de documenten. 